# ラピートルジャー
関空戦士ラピートルジャー（かんくうせんしラピートルジャー、rapi:tldier）は、南海電気鉄道が訪日外国人旅行者向けにつくったイメージキャラクター。空港特急のラピートをデザインのモチーフとしている。

## 概要
南海電気鉄道は中期経営計画「凛進130計画」でインバウンドビジネスの推進を掲げており、外国人旅行客誘致に力を入れている。増加の一途をたどる訪日外国人旅行者に単なる目的までの移動手段でなく、ラピートに乗ること自体を目的にしていただきたい！という思いからこのキャラクターが生まれた。
Youtubeで動画が配信されており、国内外で開催される外国人旅行者向けイベントに出演するほか、ラピートルジャーのステッカーを掲出したラピートが2015年3月26日から2016年3月31日まで1編成（50000系・50004編成）運行されている。

## 設定とデザイン
- 世界征服を企む「怪人ゴキブラー」と戦うために大阪秘密警察が開発した、対怪人用サイボーグという設定。Youtube動画では、関西空港駅に現れたゴキブラーと戦っている。出動にはラピートを用いる。
- デザインの各所にラピートや南海電気鉄道関連のものが取り入れている。ヘルメットの側面に前照灯が点灯するほか、座席シートと同じヒョウ柄のマント、駅係員や乗務員のネクタイ柄のベルトや、南海電気鉄道マークのバックルをつけており、車輪型の手裏剣「ホイールカッター」で戦う[2]。